# Lexus LFA
Der Lexus LFA ist ein zweisitziger Supersportwagen von Lexus. Das Fahrzeug ist nach dem IS-F das zweite Modell in der F Performance-Reihe.

## Geschichte
Der erste Prototyp entstand 2003, 2004 folgten Tests auf dem Nürburgring. Premiere hatte das erste Konzeptfahrzeug LF-A auf der North American International Auto Show im Jahr 2005, 2007 folgte eine zweite LF-A-Studie mit einem komplett eingerichteten Interieur; beide nahmen auch die Lexus-Designsprache L-Finesse auf. Die dritte Studie, ein Roadster, wurde im Jahr 2008 gezeigt. Das Serienmodell des LFA wurde im Oktober 2010 auf der Tokyo Motor Show präsentiert.
Lexus stellte auf dem Genfer Auto-Salon im März 2011 erstmals das limitierte Sondermodell Nürburgring-Performance-Paket vor. Diese um 7 kW (10 PS) stärkere und zum Basismodell 5 Kilogramm leichtere Version wurde auf 50 Stück limitiert (Aufpreis 70.000 Euro). Zum Nürburgring-Paket gehören unter anderem optimierte Aerodynamik, andere Räder mit speziellen Reifen und es werden spezielle Lackierungen in Mattschwarz, Schwarz, Weiß oder Orange angeboten.
Das Produktionsvolumen des LFA war auf insgesamt 500 Fahrzeuge begrenzt, wobei ein LFA pro Tag hergestellt wurde. Am 14. Dezember 2012 hat der letzte Sportwagen der limitierten Auflage die eigens für sie reservierte Produktionsstätte Motomachi in der Präfektur Aichi in Japan verlassen.
Die Runde auf dem Nürburgring wurde mit 7 Minuten 14 Sekunden gemessen.

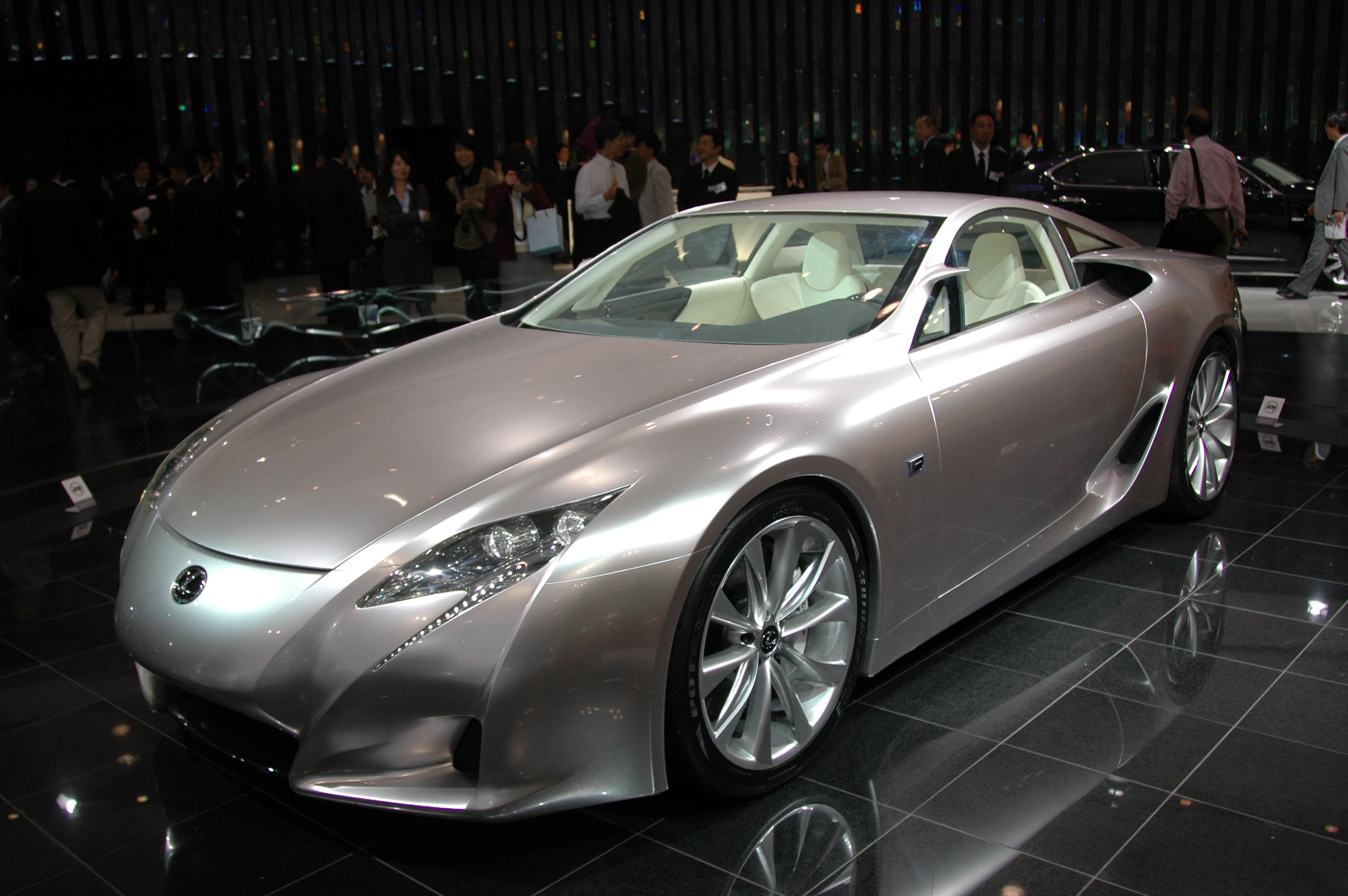
Zweite LFA-Studie, 2007
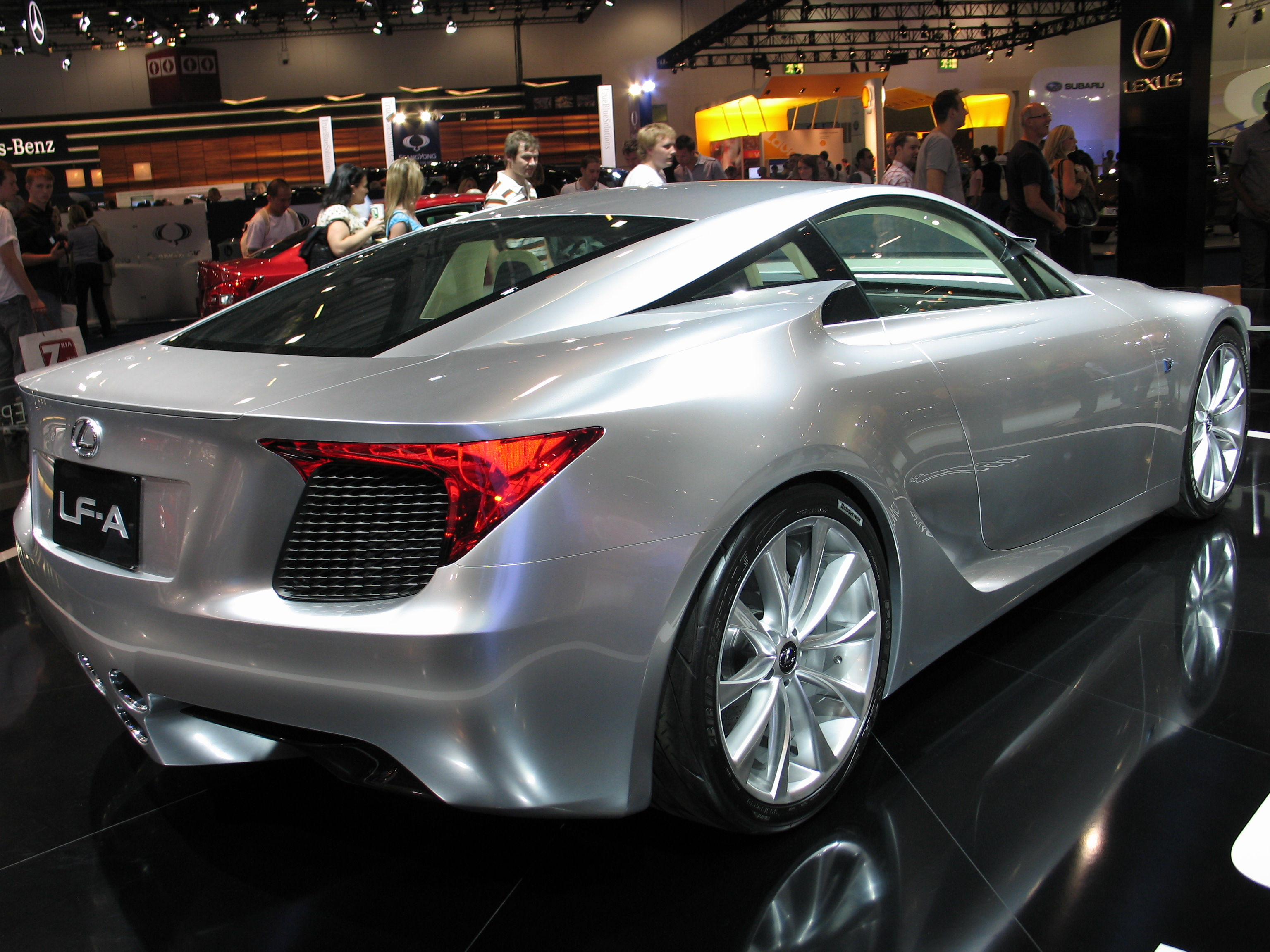
Zweite Studie, Heckseitenansicht
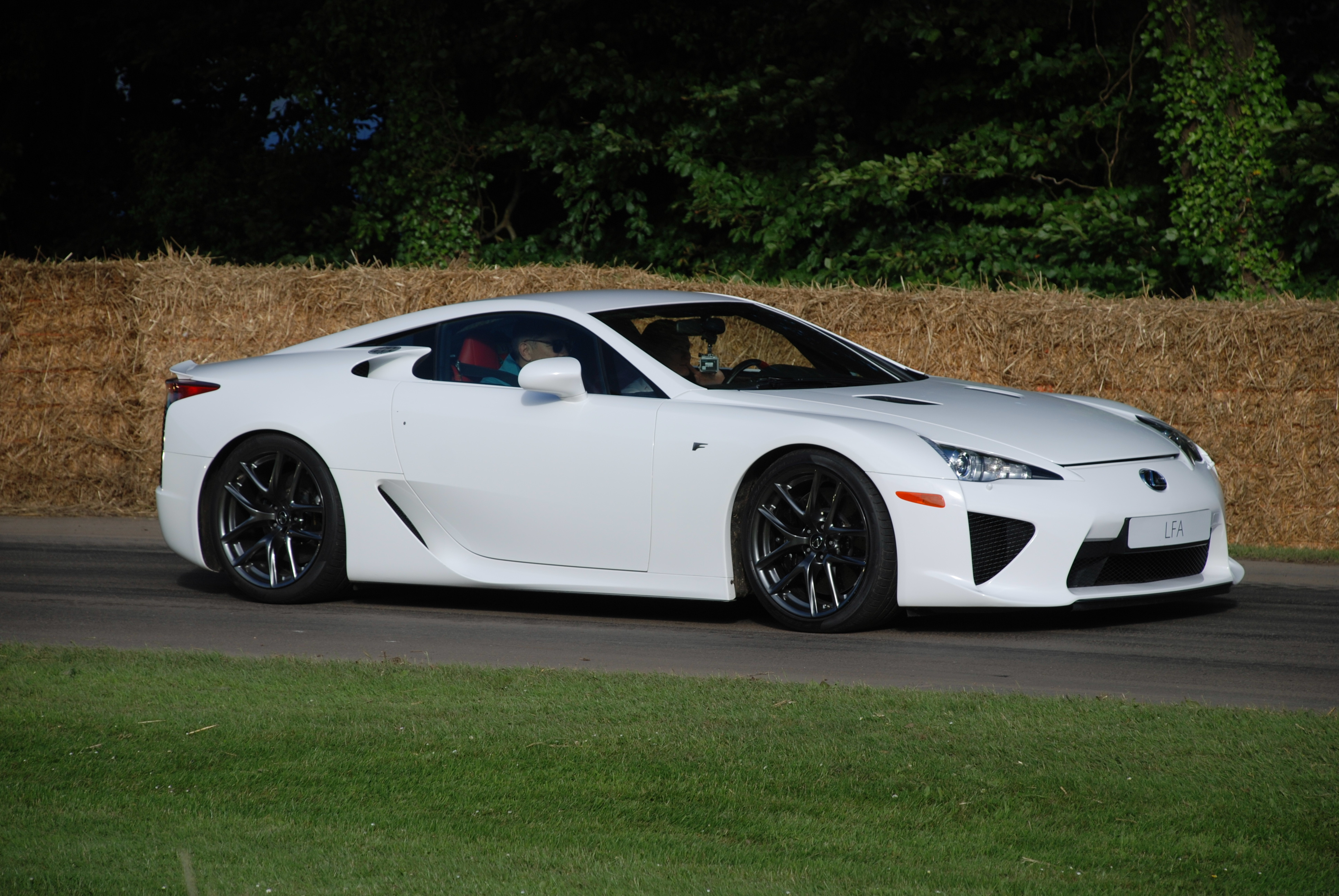
Serienmodell
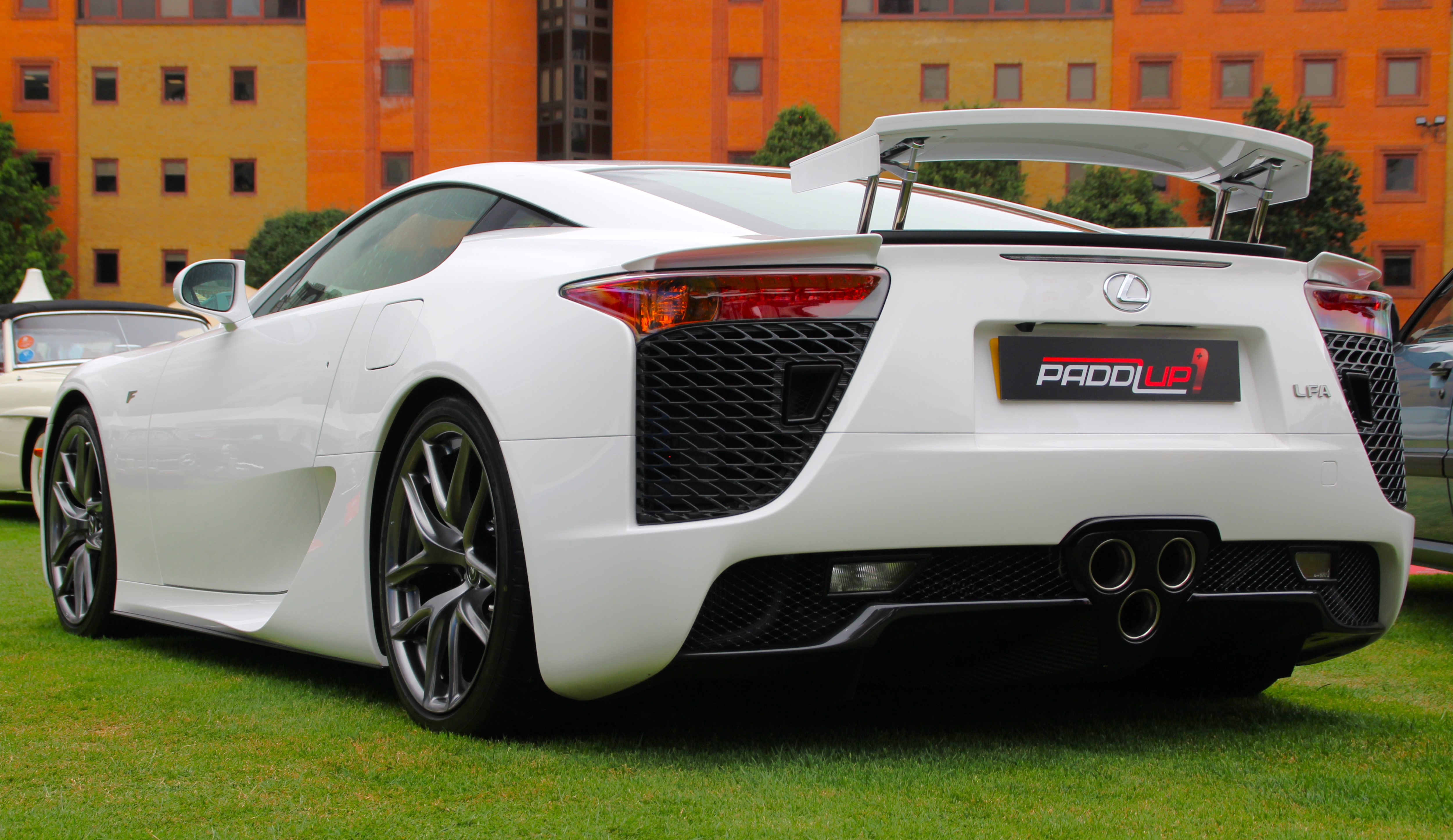
Heckseitenansicht mit ausgestelltem Spoiler
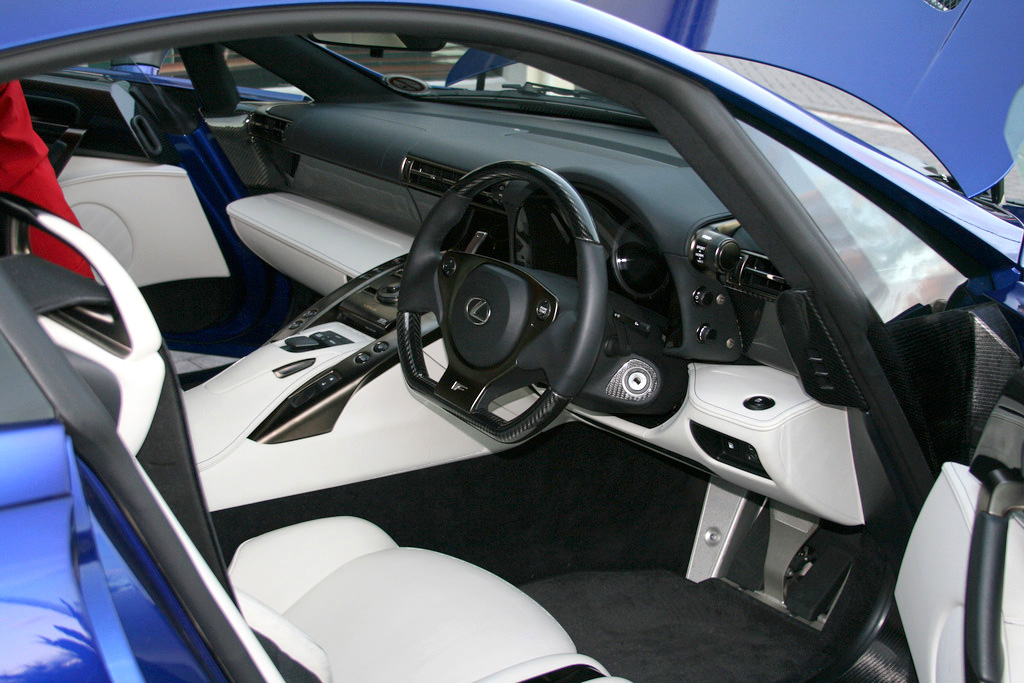
Innenraum

## Technik

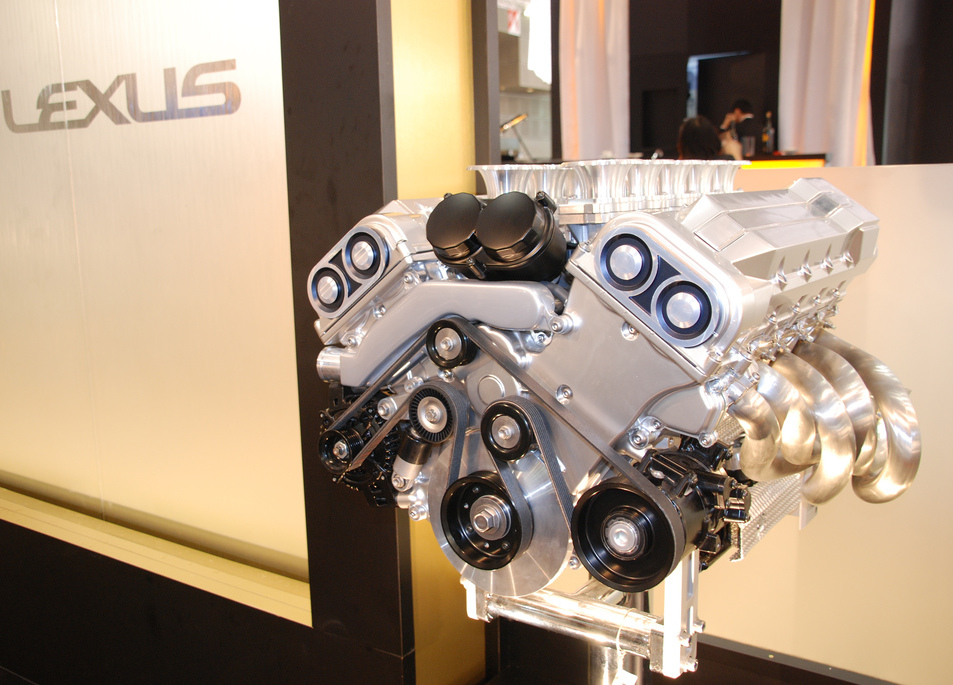
Der V10-Motor des LFA

Die Karosserie des Lexus LFA und ihr Kohlefasergerüst bestehen aus kohlefaserverstärktem Kunststoff (CfK), lediglich der Hilfsrahmen ist aus Aluminium. Die Vorderräder sind an Doppelquerlenkern, die Hinterräder an Quer- und Längslenkern aufgehängt.
Der LFA hat einen V10-Motor, der in Kooperation mit Yamaha von Grund auf entwickelt wurde; sein Zylinderbankwinkel beträgt 72 Grad. Der nicht aufgeladene Frontmittelmotor des LFA mit 4,8 Litern Hubraum erzeugt eine Leistung von 412 kW (420 kW mit dem Nürburgring-Paket) und erreicht Höchstdrehzahlen von 9000/min. Der V10-Motor liefert ein maximales Drehmoment von 480 Newtonmetern bei 6800/min. Die Ventile und Pleuel bestehen aus Titan. Zum Einsatz kommen die variable Ventilsteuerung VVT-i für Ein- und Auslass mit 12-Loch-Hochdruck-Einspritzdüsen und ein Fächerkrümmer, die dazu beitragen, dass mindestens 90 % des maximalen Drehmoments im Bereich zwischen 3700 und 9000/min abgerufen werden können.
Die Leistung des 200 kg schweren V10-Motors wird über ein automatisiertes sequenzielles Sechsgang-Schaltgetriebe (ASG) über ein Torsen-Sperrdifferenzial an die Hinterräder übertragen. Durch Transaxle-Bauweise mit unmittelbar an der Hinterachse angeordnetem Getriebe verschiebt sich die Achslastverteilung auf 48:52 zugunsten der Hinterachse.
Das automatisierte Schaltgetriebe hat vier Fahrmodi (Auto, Sport, Normal und Nass), die über einen Drehschalter am Instrumententräger wählbar sind. Mit jeweils speziellen Schaltprofilen hat jeder Modus eine eigene Motor- und Bremskontroll-Charakteristik, die dem Fahrer die Anpassung an die jeweiligen Fahrbahnverhältnisse ermöglicht. Die Schaltgeschwindigkeit kann in sieben Stufen von 0,2 Sekunden für sportliches Fahren bis zu 1,0 Sekunde für bequemes Gleiten über einen Wählschalter geändert werden. Gebremst wird mit einer Carbon-Keramik-Bremsanlage.

## Technische Daten

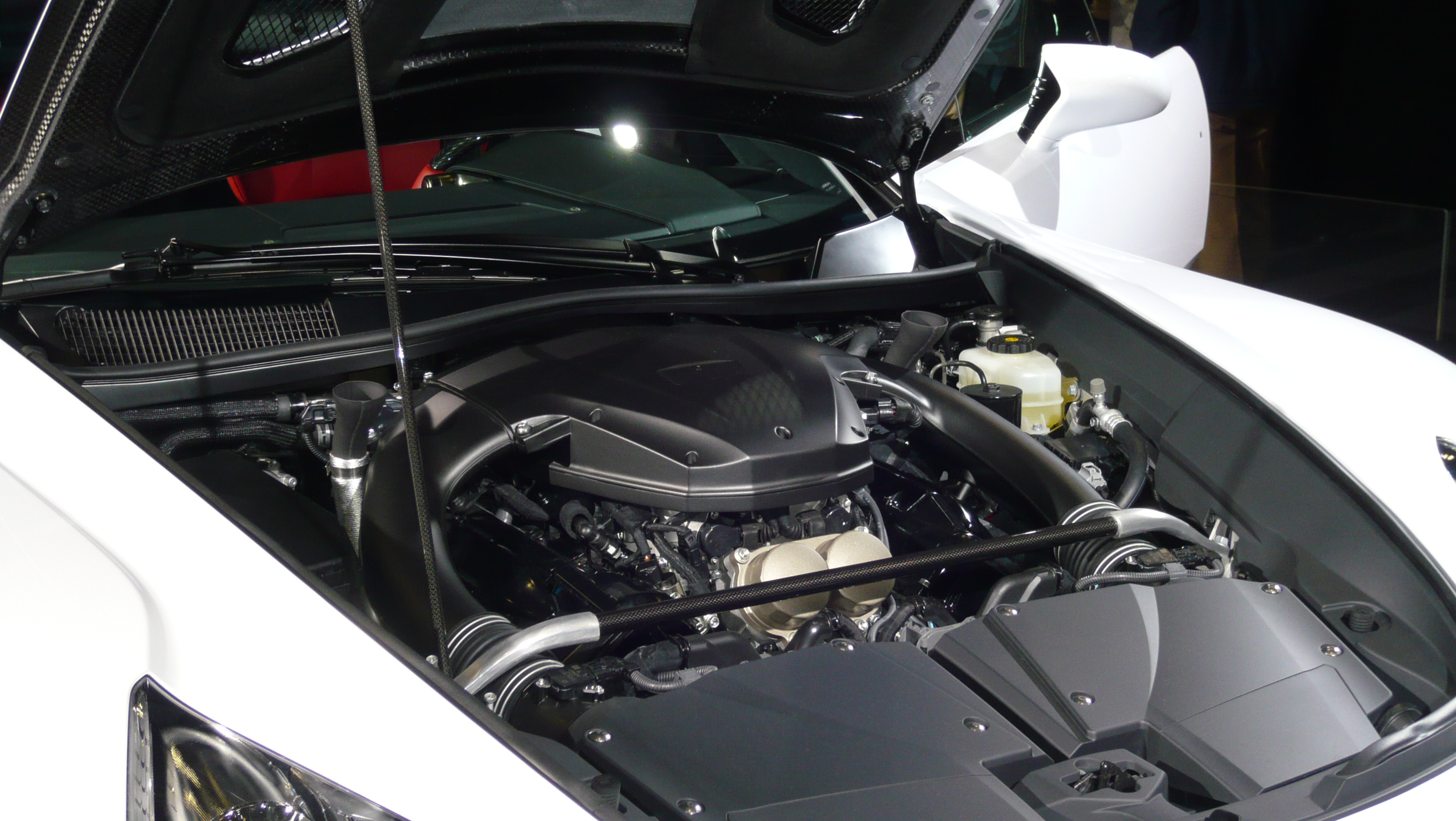
LFA, Motorraum

| Lexus                | LFA |
| -------------------- | --- |
| Motorbauart:         | längs eingebauter V10-Frontmotor                                                                                        |
| Hubraum:             | 4805 cm³ |
| Bohrung × Hub:       | 88 × 79 mm |
| Verdichtung:         | 12,0:1 |
| Leistung:            | 412 kW (560 PS) bei 8700/min                                                                                            |
| Drehmoment:          | 480 Nm bei 6800/min |
| Getriebe:            | automatisiertes sequenzielles Sechsgang-Schaltgetriebe (ASG)                                                            |
| Antrieb:             | Hinterradantrieb |
| Reifen v/h:          | 265/35ZR20 (95Y) |
| Reifen v/h:          | 305/30ZR20 (99Y) |
| Bremse v/h:          | 390 mm Innenbelüftete und gelochte zweiteilige Bremsscheiben aus Karbon-Keramikmaterial (CCM) mit 6-Kolben-Bremssätteln |
| Bremse v/h:          | 360 mm Innenbelüftete und gelochte zweiteilige Bremsscheiben aus Karbon-Keramikmaterial (CCM) mit 4-Kolben-Bremssätteln |
| Vmax:                | 325 km/h |
| 0–100 km/h:          | 3,7 s |
| Verbrauch l/100 km:  | 11,8 (Normrunde) 18,6 SuperPlus                                                                                         |
| Tankinhalt:          | 73 l |
| Leergewicht:         | 1485 kg |
| Preis (Deutschland): | 375.000 Euro |

## Zulassungszahlen
In Deutschland wurden 2011 vier und 2012 drei Lexus LFA neu zugelassen.
|  |

|  |

|  |

|  |

|  |

|  |

|  |

|  |

| 0 |

|  |

|  |

|  |

|  |

|  |

|  |

|  |

|  |

|  |

|  |

|  |

|  |

| 0 |

|  |

|  |

|  |

|  |

|  |

|  |

|  |

|  |

|  |

|  |

|  |

|  |

| 0 |

|  |

|  |

|  |

|  |

|  |

|  |

|  |

|  |

|  |

|  |

|  |

|  |

| 0 |

|  |

|  |

|  |

|  |

|  | Lexus LFA (14) |

|  | Lexus LFA (14) |